# Любовь. Свадьба. Повтор
«Любовь. Свадьба. Повтор» (англ. Love Wedding Repeat) — романтическая комедия 2020 года, режиссерский дебют Дина Крейга.  Ремейк французской романтической комедии 2012 года Plan de Table, фильм стал доступен 10 апреля 2020 года на Netflix.

## Сюжет
Джек пытается сделать всё, чтобы день свадьбы его сестры прошел гладко. Неожиданно в дело вмешиваются обозлённая бывшая, незваный гость и успокоительное, все планы рушатся.

## В ролях
- Сэм Клафлин — Джек
- Оливия Манн — Дина
- Элеонор Томлинсон — Хейли
- Джоэл Фрай — Брайан
- Тим Ки — Сидни
- Эйслинг Би — Ребекка
- Джек Фартинг — Марк
- Аллан Мустафа — Чаз
- Фрида Пинто — Аманда
- Паоло Маццарелли — Вителли
- Тициано Капуто — Роберто

## Производство
Впервые о фильме стало известно в апреле 2019 года. Съемки фильма начались в Риме 6 мая.

## Выпуск
В мае 2019 года Netflix приобрела права на распространение фильма. Фильм вышел 10 апреля 2020 года.

## Прием критиков
По состоянию на июль 2020 года у фильма рейтинг 31 % на сайте Rotten Tomatoes, основанный на 62 рецензиях с рейтингом 4.81/10. На Metacritic у фильма 41 балл из 100, на основе 17 рецензий.